# Прапор Квебеку

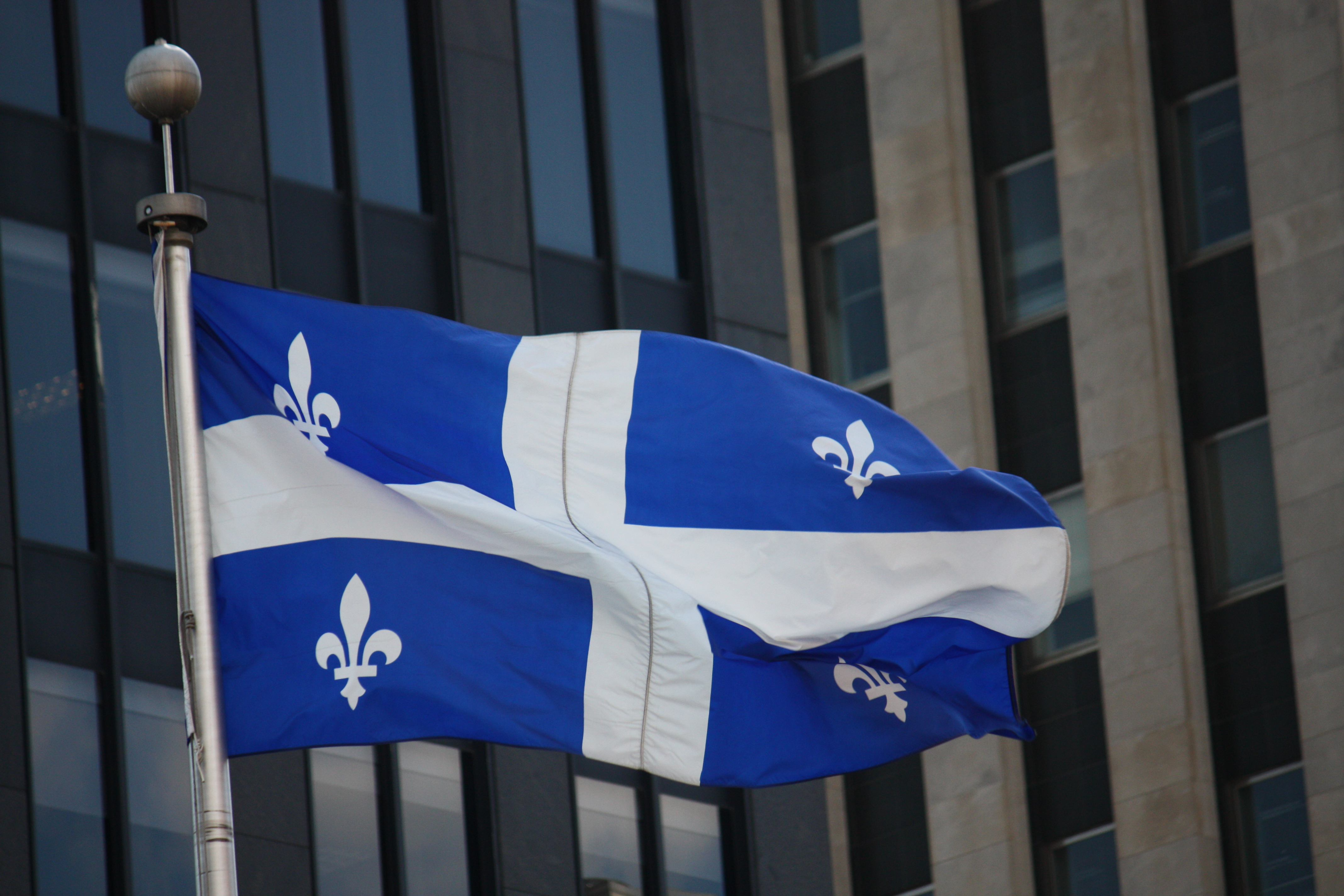
Прапор в центрі міста Монреаль (пропорції 1:2)

Прапор Квебеку, який називають ще «Fleur de Lisé» (укр. Фльор-де-лі)  — один із офіційних символів канадської провінції Квебек. Прапор було затверджено «Законом про офіційний прапор провінції», прийнятим Палатою общин Національної асамблеї Квебеку 21 січня 1948.
Відношення ширини прапора до його довжини 2:3. Для неофіційних цілей часто застосовують відношення 1:2.

## Статус
Статтею 2 «Акту стосовно прапора і символів Квебеку» визначено статус прапора Квебеку як національного символу.

## Символізм
На фоні білого хреста на синьому полотнищі, що символізує небеса, розташовані білі геральдичні лілії на честь Діви Марії. Існують і альтернативні думки, які пов'язують синє полотнище із символом стародавньої (але не якобінської) Франції, та із символами золотих геральдичних лілій короля франків Хлодвіга.

## Кольори
Офіційно затвердженими кольорами прапора Квебеку є:
| Назви кольорів: | У системах: | У системах:   | У системах:    |
| Назви кольорів: | HTML        | RGB           | CMYK           |
| --------------- | ----------- | ------------- | -------------- |
| Білий           | #FFFFFF     | 255, 255, 255 | 0, 0, 0, 0     |
| Синій           | #003399     | 0, 51, 153    | 100, 67, 0, 40 |